# La Chute de Fukuyama
La Chute de Fukuyama, sous-titré Une passion américaine, est un opéra vidéo de Grégoire Hetzel sur un livret et des vidéos de Camille de Toledo composé pour quatre solistes et chœur. Il est créé le 29 mars 2013 à la Salle Pleyel à Paris en France.

## Historique
Composée entre 2008 et 2012, l'œuvre est une commande de Radio France avec le soutien de différents partenaires culturels.
Grégoire Hetzel travaille avec l'écrivain et vidéaste Camille de Toledo à la composition d'un opéra sur les attentats du 11 septembre 2001 intégrant des éléments des travaux de l'intellectuel américain Francis Fukuyama — conseiller de George W. Bush et l'un des inspirateurs et théoriciens de la « révolution néo-conservatrice » aux États-Unis avant de prendre ses distances avec le président américain —, qui donne son nom à l'œuvre. Une première version d'étude pour deux pianos est donnée en juin 2010 au Théâtre du Rond-Point à Paris.
L'œuvre est créée dans sa version définitive le 29 mars 2013 à la Salle Pleyel à Paris avec l'Orchestre philharmonique de Radio France dirigé par Daniel Harding et l'Ensemble Aedes dirigé par Mathieu Romano. Elle n'est donnée que pour une seule représentation,. La scénographie à la création est de Laurent P. Berger assisté de Pierre Nouvel à la gestion vidéo.

## Interprètes à la création
- Kevin Greenlaw (baryton) : Francis Fukuyama
- Jennifer Larmore (mezzo-soprano) : la Pythie
- Tom Randle (ténor) : l'étudiant de Hambourg (inspiré de Mounir al-Motassadeq) et le « Janitor », technicien de surface de l'aéroport de Malpensa
- Isabelle Cals (soprano) : l'hôtesse de l'air
- Ensemble vocal Aedes : les voyageurs et les journalistes